# Alcarraz
Alcarraz fue un pueblo situado en el actual término municipal de Morata de Jiloca (Comunidad de Calatayud, Zaragoza). Uno de sus principales restos es la ermita de la Virgen de Alcarraz, a la que se realizan romerías los 25 de marzo.

## Toponimia
El topónimo Alcarraz es un cognato del topónimo catalán Alcarràs, que se explica desde el árabe Al-karaz ("la cerecera")..

## Historia
La población probablemente fuera una antigua posición militar musulmana, de acuerdo a las fuentes y los hallazgos arqueológicos. El historiador Álvaro López Asensio lo hace parte del sistema defensivo del Jiloca, controlando el paso por el sur mientras que la fortaleza de Morata regulaba el norte.
Tras la reconquista cristiana población es mencionada en textos antiguos sobre disputas por pastos con la vecina Morata y fue finalmente absorbida por dicha vecina durante la Edad Media. La virgen de Alcarraz, encontrada en los restos de la antigua población, fue fuente de disputas entre Morata y la vecina Fuentes de Jiloca. El nombre Alcarraz pervivió como topónimo y figuraba todavía en los nomenclátores de las décadas de 1920 y 1930.